# Полосовые магнитные аномалии
Полосовы́е магни́тные анома́лии — линейные магнитные аномалии океанической коры Земли, параллельные осям срединных океанических хребтов и расположенные симметрично по отношению к ним.
Причиной происхождения полосовых магнитных аномалий является процесс рождения океанической коры в зонах спрединга срединно-океанических хребтов, излившиеся базальты при остывании ниже точки Кюри в магнитном поле Земли, приобретают остаточную намагниченность. Направление намагниченности совпадает с направлением магнитного поля Земли, однако вследствие периодических инверсий магнитного поля Земли излившиеся базальты образуют полосы с различным направлением намагниченности: прямым (совпадает с современным направлением магнитного поля) и обратным.
Линейные магнитные аномалии в океанах были обнаружены в 50-х годах при геофизическом изучении Тихого океана. Это открытие позволило в 1968 году Хессу и Дицу сформулировать теорию спрединга океанического дна, которая выросла в теорию тектоники плит. Они стали одним из самых веских доказательств правильности теории.
Полосовые магнитные аномалии используются для определения возраста океанического дна. Это удивительная летопись, которая в мельчайших деталях зафиксировала историю формирования океанической коры. Совместное определение возраста океанической коры методами абсолютного изотопного датирования, и по палеонтологическим остаткам, показало хорошую сходимость методов и надежность этого способа определения возраста.
Такие аномалии были обнаружены не только в океанах, но и в зонах, промежуточных между континентами и океанами. Они оказались надежным признаком захороненной океанической коры. Во многих крупных депрессиях слой осадочных пород так велик, что достигнуть его фундамента путём бурения не представляется возможным, и тогда на помощь приходит геофизика. Обнаружение в таких районах полосовых магнитных аномалий может быть признаком захороненной океанической коры. Такое геологическое строение установлено для впадины Каспийского моря. В других районах полосовые магнитные аномалии также часто становятся надежными индикаторами океанической коры. Однако, как и всегда в геологии, этот признак следует применять с осторожностью. Так, некоторые исследователи усмотрели полосовые аномалии на севере Западно-Сибирской равнины и выделили «Западно-Сибирский океан». Но последующие исследования показали, что в этом районе наблюдается сложная картина магнитных аномалий, далекая от типичных океанических образований.
Структуры, похожие на полосовые магнитные аномалии, обнаружены на Марсе при магнитометрическом исследовании со спутника Mars Global Surveyor. Это открытие позволило предположить, что на планете происходит спрединг и действует механизм тектоники плит. Однако, такие интерпретации вызывают множество вопросов, уже хотя бы потому, что совершенно неочевидно, что магнитное поле Марса тоже инвертировалось.